# Hersey Hawkins
Hersey R. Hawkins, Jr. (ur. 29 września 1966 w Chicago) – amerykański koszykarz, występujący na pozycji rzucającego obrońcy, uczestnik meczu gwiazd NBA, brązowy medalista olimpijski (1988), laureat nagrody – NBA Sportsmanship Award.

## Osiągnięcia

### NCAA
- Uczestnik:
  - II rundy turnieju NCAA (1986)
  - turnieju NCAA (1986, 1988)
- Mistrz turnieju:
  - konferencji Missouri Valley (MVC – 1988)
  - sezonu regularnego konferencji MVC (1986, 1988)
- Koszykarz Roku:
  - NCAA:
    - według:
      - Sporting News (1988)[2]
      - Associated Press (1988)[3]
      - United Press International (1988)[4]
      - Basketball Times (1988)

    - Oscar Robertson Trophy (1988)[5]
    - Adolph Rupp Trophy (1988)[6]

  - konferencji Missouri Valley (1987, 1988)[7]
- MVP turnieju MVC (1988)
- Wybrany do:
  - I składu All-American (1988)[8]
  - II składu All-American (1986)[8]
- Lider strzelców NCAA (1988)[9]

### NBA
- Finalista NBA (1996)[10]
- Uczestnik meczu gwiazd NBA (1991[a])[12]
- Wybrany do I składu debiutantów NBA (1989)[13]
- Laureat nagrody NBA Sportsmanship Award (1999)[1]
- Uczestnik konkursu rzutów za trzy punkty organizowanego przy okazji NBA All-Star Weekend (1991)[14]

### Reprezentacja
- Brązowy medalista olimpijski (1988)[15]